# Mark Eaton
Pour les articles homonymes, voir Eaton.
Mark E. Eaton est un joueur américain de basket-ball né le 24 janvier 1957 à Inglewood, Californie et mort le 28 mai 2021 à Park City (Utah). Remarqué pour sa taille (2,24 m) et ses qualités défensives hors du commun, il n’a connu qu’une seule franchise dans sa carrière NBA longue de 11 saisons : le Jazz de l'Utah.
Excellent contreur, Mark Eaton est l'un des cinq joueurs à avoir effectué plus de 3 000 contres au cours de sa carrière, avec Hakeem Olajuwon, Dikembe Mutombo, Tim Duncan et Kareem Abdul-Jabbar. Il remporte à deux reprises le titre de NBA Defensive Player en 1985 et 1989.

## Biographie

### Carrière universitaire
Mark Eaton grandit dans le sud de la Californie et, malgré sa taille, il s'intéressait plus au water polo qu’au basket-ball. À sa sortie du lycée de Westminster, Eaton entama des études de mécanique automobile à l’Arizona Automotive Institute. C’est dans le garage où il travaille depuis 3 ans qu’il est repéré par Tom Lubin, entraîneur de basket-ball. Ce dernier réussit à le convaincre de s’engager au sein de l’équipe du Cypress Junior College dont il s’occupe. Eaton fait vite preuve de capacités intéressantes pour le jeu et son apport (14,3 points et 10 rebonds de moyenne sur 2 saisons) permet à l’école de remporter le titre de l’État de Californie. Il se présente une première fois à la draft de la NBA en 1979. Bien que sélectionné par les Suns de Phoenix au 5e tour, la franchise renonce aux droits qu’elle possède sur le joueur et ne l’incorpore pas à son effectif. Il est alors aiguillé vers la prestigieuse Université de Californie à Los Angeles (UCLA) à l’été 1980. Au cours des 2 saisons qu’il y passera, Eaton se verra attribuer un temps de jeu extrêmement réduit. Pour sa dernière année, il ne participe qu’à 11 matches pour 42 minutes en tout et des moyennes de 1,3 point et 2 rebonds par match.

### Carrière en NBA
À sa sortie de UCLA en 1982, Eaton se présente une nouvelle fois à la draft de la NBA où le Jazz de l'Utah le retient en 72e position (3e rang du 4e tour). Malgré son manque de référence sur les 2 dernières saisons, Frank Layden, l’entraîneur du Jazz de l’époque, pense tenir un joueur au grand potentiel défensif. Dès sa première saison Eaton lui donne raison en évinçant le pivot titulaire et en établissant, avec un total de 275 contres, le record de la franchise. Sa moyenne de 3,4 contres par match le place d’ailleurs au 3e rang de la ligue derrière Tree Rollins et Bill Walton.
Sa 2e saison est l’occasion pour Eaton de continuer à progresser. En 82 matches, il prend 595 rebonds et contre à 351 reprises, établissant 2 nouveaux records de la franchise. Il obtient le titre de meilleur contreur de la ligue avec une moyenne de 4,28 blocks par match, loin devant son dauphin qui n’en compte que 3,6. Grâce à ce grand apport défensif, le Jazz obtient pour la première fois de son histoire un ticket pour les play-offs.
Durant la saison 1984-1985, Mark Eaton atteint des sommets, alignant les meilleures lignes statistiques de toute sa carrière. Son total de contres monte à 456 et sa moyenne atteint 5,56 blocks (2 records NBA) par match soit plus de 2 fois le total de son dauphin de l’année, Hakeem Olajuwon. À cette moisson, le géant de l’Utah ajoute 11,3 rebonds et 9,7 points par match. Il est logiquement élu meilleur défenseur de la ligue pour la première fois de sa carrière.
Il réussit un étonnant triple-double lors d'une victoire 127 à 122 face aux Trail Blazers de Portland le 18 janvier 1985 avec 12 points, 20 rebonds et 14 contres, car il ne réussit qu'un seul tir de champ sur douze, marquant ses autres points sur lancers francs.
Bien que son apport offensif soit relativement limité, Mark Eaton est déjà devenu une pièce majeure du dispositif tactique de l’équipe qui, avec l’émergence de Karl Malone et John Stockton, va devenir une des meilleures de la ligue. À titre individuel, Eaton continue à bien figurer dans le classement des meilleurs contreurs qu’il domine à nouveau en 1986-1987 et 1987-1988 après avoir été dépassé par Manute Bol en 1985-1986. En 1988-1989, il obtient son second titre de meilleur défenseur de l’année grâce à ses 10,3 rebonds et 3,84 contres par match et figure pour la troisième fois dans l’équipe type défensive de la ligue. C’est au cours de cette même saison qu’il participe au seul NBA All-Star Game de sa carrière, devenant le 11e joueur de l’histoire à être invité à cet évènement sans avoir été choisi dans les 3 premiers tours d’une draft.
Des blessures au dos et aux genoux vont ternir ses dernières années de présence en NBA. En même temps que son temps de jeu, son apport statistique décline inexorablement et il décide de se retirer à la fin de la saison 1992-1993 durant laquelle il n’a pu disputer que 64 matches.
Sa franchise de toujours a retiré son maillot numéro 53 le 1er mars 1996. Par la suite, Mark Eaton est notamment devenu président de l’association des anciens joueurs de la NBA.

## Palmarès
- NBA Defensive Player of the Year (meilleur défenseur) en 1985 et 1989.
- 3 sélections dans la NBA All-Defensive First Team (équipe type défensive de la NBA) en 1985, 1986 et 1989.
- 2 sélections dans la NBA All-Defensive Second Team (seconde équipe type défensive de la NBA) en 1987 et 1988.
- 1 sélection au NBA All-Star Game en 1989.
- 4 fois meilleur contreur NBA avec 4,28 en 1984, 5,56 en 1985, 4,06 en 1987 et 3,71 en 1988.
- 4 fois meilleur contreur de la ligue au total avec 351 en 1984, 456 en 1985, 321 en 1987 et 304 en 1988.
- Joueur ayant pris le plus de rebonds défensifs en 1985 (720 rebonds).
- Joueur ayant le meilleur ratio défensif (Defensive Rating) en 1985 (96,5).
- Détenteur du record de la ligue pour la moyenne de contres par match sur une saison avec 5,56 en 1985.
- Détenteur du record de la ligue pour le total de contres sur une saison avec 456 en 1985.
- Détenteur du record de la ligue pour la moyenne de contres par match en carrière avec 3,5 contres par match.
- Codétenteur avec Kareem Abdul-Jabbar et Marcus Camby du nombre de titre de meilleur contreur en NBA avec 4 titres.
- Codétenteur du record de la ligue pour le nombre de contres effectués en un match de playoffs avec 10 blocks le 26 avril 1985 face aux Rockets de Houston.

## Statistiques
| Défenseur de l'année | Record NBA | Meilleur joueur de cette catégorie statistique de la saison |

gras = ses meilleures performances

### Saison régulière
| Saison        | Équipe        | Matchs | Titul. | Min./m | % Tir | % 3pts | % LF | Rbds/m. | Pass/m. | Int/m. | Ctr/m. | Pts/m. |
| ------------- | ------------- | ------ | ------ | ------ | ----- | ------ | ---- | ------- | ------- | ------ | ------ | ------ |
| 1982-1983     | Utah          | 81     | 32     | 18.9   | .414  | .000   | .656 | 5.7     | 1.4     | .3     | 3.4    | 4.3    |
| 1983-1984     | Utah          | 82     | 78     | 26.1   | .466  | .000   | .593 | 7.3     | 1.4     | .3     | 4.3    | 5.6    |
| 1984-1985     | Utah          | 82     | 82     | 34.3   | .449  | —      | .712 | 11.3    | 1.5     | .4     | 5.6    | 9.7    |
| 1985-1986     | Utah          | 80     | 80     | 31.9   | .470  | —      | .604 | 8.4     | 1.3     | .4     | 4.6    | 8.5    |
| 1986-1987     | Utah          | 79     | 79     | 31.7   | .400  | —      | .657 | 8.8     | 1.3     | .5     | 4.1    | 7.7    |
| 1987-1988     | Utah          | 82     | 82     | 33.3   | .418  | —      | .623 | 8.7     | .7      | .5     | 3.7    | 7.0    |
| 1988-1989     | Utah          | 82     | 82     | 35.5   | .462  | —      | .660 | 10.3    | 1.0     | .5     | 3.8    | 6.2    |
| 1989-1990     | Utah          | 82     | 82     | 27.8   | .527  | —      | .669 | 7.3     | .5      | .4     | 2.5    | 4.8    |
| 1990-1991     | Utah          | 80     | 80     | 32.3   | .579  | —      | .634 | 8.3     | .6      | .5     | 2.4    | 5.1    |
| 1991-1992     | Utah          | 81     | 81     | 25.0   | .446  | —      | .598 | 6.1     | .5      | .4     | 2.5    | 3.3    |
| 1992-1993     | Utah          | 64     | 57     | 17.3   | .546  | —      | .700 | 4.1     | .3      | .3     | 1.2    | 2.8    |
| Carrière      | Carrière      | 875    | 815    | 28.8   | .458  | .000   | .649 | 7.9     | 1.0     | .4     | 3.5    | 6.0    |
| All-Star Game | All-Star Game | 1      | 0      | 9.0    | —     | —      | —    | 5.0     | —       | —      | 2.0    | —      |

### Playoffs
| Saison   | Équipe   | Matchs | Titul. | Min./m | % Tir | % 3pts | % LF | Rbds/m. | Pass/m. | Int/m. | Ctr/m. | Pts/m. |
| -------- | -------- | ------ | ------ | ------ | ----- | ------ | ---- | ------- | ------- | ------ | ------ | ------ |
| 1984     | Utah     | 11     | —      | 23.1   | .512  | —      | .471 | 6.9     | .8      | .5     | 3.1    | 4.5    |
| 1985     | Utah     | 5      | 5      | 31.6   | .353  | —      | .714 | 9.0     | 1.0     | .8     | 5.8    | 5.8    |
| 1986     | Utah     | 4      | 4      | 39.3   | .491  | —      | .667 | 9.0     | 2.5     | .3     | 4.5    | 14.5   |
| 1987     | Utah     | 5      | 5      | 38.6   | .463  | —      | .640 | 11.0    | .6      | .2     | 4.2    | 10.8   |
| 1988     | Utah     | 11     | 11     | 41.9   | .477  | —      | .639 | 9.4     | 1.2     | 1.1    | 3.1    | 7.7    |
| 1989     | Utah     | 3      | 3      | 33.0   | .471  | —      | .818 | 11.0    | .3      | .3     | .7     | 8.3    |
| 1990     | Utah     | 5      | 5      | 25.6   | .529  | —      | .200 | 6.0     | .0      | .6     | 2.8    | 3.8    |
| 1991     | Utah     | 9      | 9      | 28.3   | .516  | —      | .583 | 6.2     | .6      | .1     | 1.4    | 4.3    |
| 1992     | Utah     | 16     | 16     | 29.6   | .565  | —      | .778 | 5.6     | .3      | .4     | 2.3    | 4.6    |
| 1993     | Utah     | 5      | 5      | 23.4   | .526  | —      | .500 | 6.6     | .4      | .0     | 1.8    | 4.4    |
| Carrière | Carrière | 74     | 63     | 31.0   | .489  | —      | .639 | 7.5     | .7      | .5     | 2.8    | 6.1    |

## Pour approfondir